# Dinastia Nanda

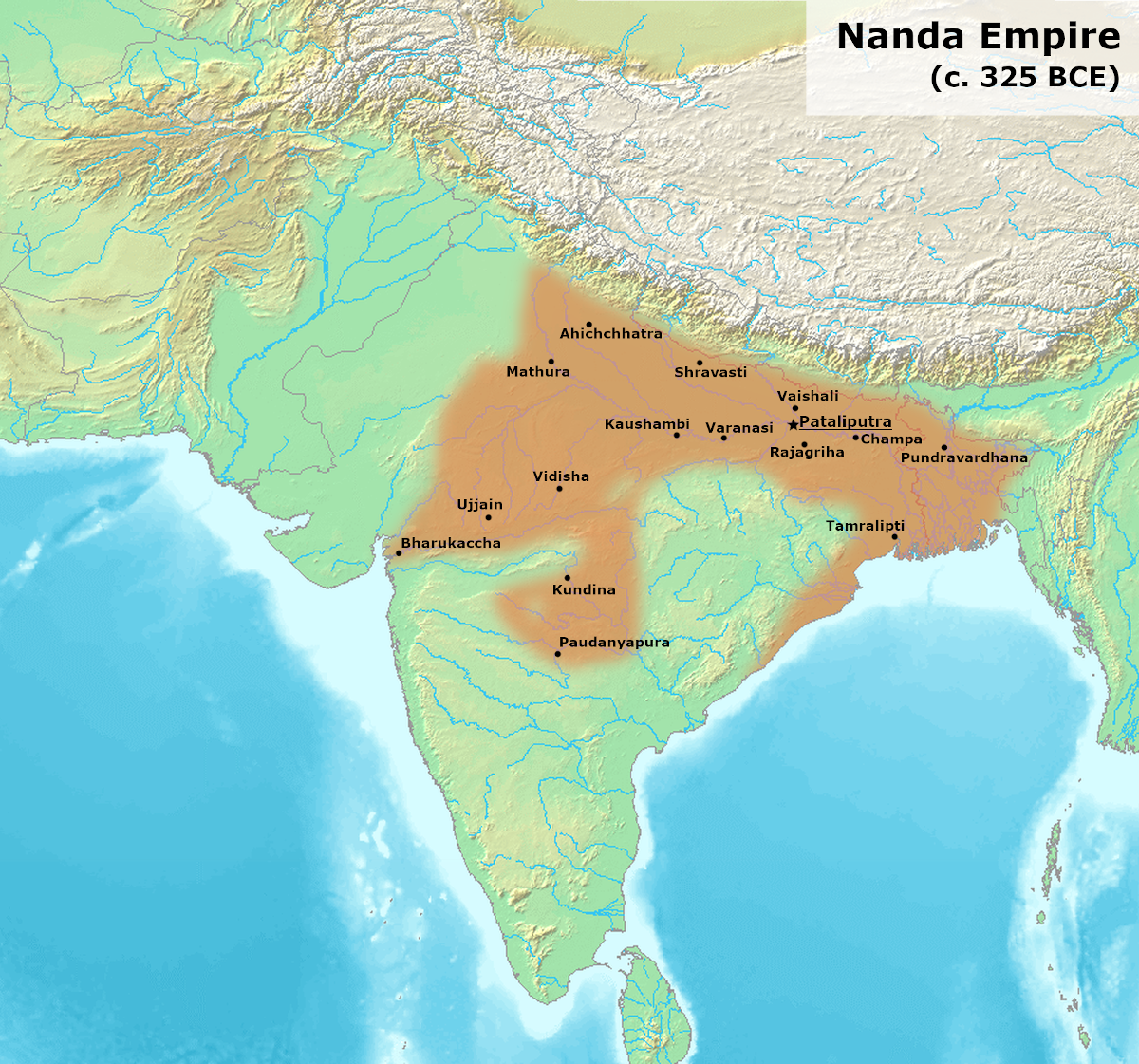
Impero Nanda alla sua massima estensione sotto Dhana Nanda circa 323 a.C.

I Nanda furono una famiglia che regnò sul Regno Magadha dal 345 a.C. fino al 321 a.C.. La capitale del regno era Pataliputra.

## Storia
L'impero Nanda fu fondato a metà del IV secolo a.C. a Magadha, nel nord-est dell'India. Nonostante la sua breve durata, è molto apprezzato perché le sue misure politiche, finanziarie e militari prepararono il terreno per i Maurya. Il fondatore della dinastia fu Mahapadma Nanda, secondo la tradizione un barbiere, che uccise l'ultimo sovrano Shishunaga e, impossessatosi del trono tramite altri intrighi, estese il suo dominio rendendo il regno ricco e potente. I nove Nanda furono considerati nella letteratura successiva come l'epitome dell'avidità: si dice che spremessero l'oro dalle terre straniere e dal proprio popolo, il che indica una rigorosa riscossione delle tasse. 
Le ricchezze dei Nanda furono così famose da attirare persino Alessandro Magno che, durante la sua campagna in India (327-325 a.C.), tentò di conquistare questo regno.
Secondo Curzio Rufo, il loro esercito contava 200.000 fanti, 20.000 cavalieri, 2.000 carri da guerra e 3.000 elefanti. Un'iscrizione successiva menziona anche la conquista di Kalinga, che corrisponde all'attuale Orissa. Secondo le fonti greche e indiane, l'Impero Nanda fu sostituito dall'Impero Maurya sotto Chandragupta e il suo mentore Kautilya poco dopo l'invasione dell'India da parte di Alessandro.

## Lista dei sovrani
I Purana attribuiscono 40 anni alla dinastia Nanda, di cui 28 anni sono attribuiti al fondatore, Mahapadma.
- Mahapadma Nanda (364 a.C. ca. - ?)
- Pandhuka
- Panghupati
- Bhutapala
- Rashtrapala
- Govishanaka
- Dashasidkhaka
- Kaivarta
- Dhana (Argames) (? - 321 a.C.)